# Liste der Kulturdenkmale in Flensburg-Fruerlund
In der Liste der Kulturdenkmale in Flensburg-Fruerlund sind alle Kulturdenkmale des Stadtteils Fruerlund der schleswig-holsteinischen Stadt Flensburg aufgelistet. Die Quelle ist die Denkmaldatenbank des Landesamtes für Denkmalpflege. (Stand: 10. März 2025).
Die Bodendenkmale sind in der Liste der Bodendenkmale in Flensburg erfasst.

## Legende
In den Spalten befinden sich folgende Informationen:
- Objekt-ID: die Nummer des Kulturdenkmales
- Lage: die Adresse des Kulturdenkmales und die geographischen Koordinaten. Kartenansicht, um Koordinaten zu setzen. In der Kartenansicht sind Kulturdenkmale ohne Koordinaten mit einem roten Marker dargestellt und können in der Karte gesetzt werden. Kulturdenkmale ohne Bild sind mit einem blauen Marker gekennzeichnet, Kulturdenkmale mit Bild mit einem grünen Marker.
- Offizielle Bezeichnung: Bezeichnung des Kulturdenkmales
- Beschreibung: die Beschreibung des Kulturdenkmales
- Bild: ein Bild des Kulturdenkmales

## Sachgesamtheiten
| Objekt-ID | Lage                                             | Offizielle Bezeichnung | Beschreibung | Bild |
| --------- | ------------------------------------------------ | ---------------------- | --- | ---- |
| 51295     | Alt-Fruerlundhof 1 (54° 47′ 40″ N, 9° 27′ 36″ O) | Fruerlundhof           | Fruerlundhof; 1832, 1901; Hofanlage aus Wohnhaus, einem eingeschossigen Gelbsteinbau mit Halbwalmdach, und einem großen Wirtschaftsgebäude im Rechten Winkel angeordnet, Gelbsteindrempelbau mit flachem Satteldach, Hofpflasterung und Teich - Begründung: geschichtlich, wissenschaftlich, städtebaulich, Kulturlandschaft prägend - Schutzumfang: Wohnhaus mit Kopfsteinpflaster und Teich, Wirtschaftsgebäude | BW   |

## Mehrheit baulicher Anlagen
| Objekt-ID | Lage                                                                                 | Offizielle Bezeichnung                                    | Beschreibung | Bild |
| --------- | ------------------------------------------------------------------------------------ | --------------------------------------------------------- | --- | ---- |
| 14355     | Ballastbrücke 5 - 24 (54° 47′ 38″ N, 9° 26′ 23″ O)                                   | Wohnhäuser Ballastbrücke 5-24                             | Bebauung Ballastbrücke; 18.- Anfang 20. Jh.; weitgehend geschlossene Bebauung an der Ostseite auf 18. Jahrhundert zurückgehend, unregelmäßiger Wechsel von schlichten eingeschossigen Wohnhäusern in Traufstellung und ab Ende des 19. Jhs. errichteten mehrgeschossigen Mietwohnhäuser, teilweise in aufwändiger Gestaltung. Gebäude der Rönnekamp-Stiftung (ehemals Seemannsheim) aus Bauflucht zurückgesetzt; der älteste Bau, Wohnhaus Nr. 24, von 1774 bildet den nördlichen Abschluss - Begründung: geschichtlich, wissenschaftlich, künstlerisch, städtebaulich - Schutzumfang: Wohnhäuser (Ballastbrücke 5, 6, 7, 8, 9, 10, 12, 18, 19 (mit Einfriedung), 23, 24); Mietwohnungshäuser (Ballastbrücke 13, 14, 15, 17); ehem. Fischerhaus (Ballastbrücke 11); ehem. Kapitänshaus (Ballastbrücke 16); ehem. Rönnekamp-Stift (Ballastbrücke 20); Fabrikantenvilla (Ballastbrücke 22) | BW   |
| 53179     | Fruerlunder Straße 72, 74, 76, 78, Mürwiker Straße 122 (54° 48′ 12″ N, 9° 27′ 26″ O) | Wohnbebauung Fruerlunder Straße 72-78/Mürwiker Straße 122 | Wohnbebauung Fruerlunder Straße 72-78; 1904-1910, Maurermeister Hans Sörensen sen., Bauunternehmer P. Clausen, Gustav Wahl; Reihe von freistehenden, überwiegend zweigeschossigen Mietwohnungshäuser, traufständige Putzbauten mit historistischer Backstein- oder Putzgliederung, Nr. 72 und 74 mit erhöhten Seitenrisaliten, Nr. 78 im Reformstil - Begründung: geschichtlich, städtebaulich - Schutzumfang: Wohnhäuser Fruerlunder Straße 72, 74, 76, 78, Mietwohnungshaus Mürwiker Straße 122 | BW   |
| 45130     | Hafendamm 52, 53-54, 55, Unterer Lautrupweg 2, 6, 8 (54° 47′ 34″ N, 9° 26′ 19″ O)    | Mietwohnungshäuser Unterer Lautrupweg 2-8/Hafendamm 52-55 | Mietwohnungshäuser; 1886-1894, Alexander Wilhelm Prale, Maurermeister Ludwig Lüttjohann und P. Petersen; geschlossene repräsentative Baugruppe in Ecklage an der ehemaligen Einmündung des Lautrupbaches in den Hafen, drei- und zweigeschossige Putz- bzw. Gelbsteinbauten mit teils reicher Gliederung - Begründung: geschichtlich, künstlerisch, städtebaulich - Schutzumfang: Mietwohnungshäuser Hafendamm 52, 53-54, 55, Unterer Lautrupweg 2, 6, 8 | BW   |

## Bauliche Anlagen
| Objekt-ID      | Lage                                             | Offizielle Bezeichnung                       | Beschreibung | Bild                             |
| -------------- | ------------------------------------------------ | -------------------------------------------- | --- | -------------------------------- |
| 9352           | Alt-Fruerlundhof 1 (54° 47′ 39″ N, 9° 27′ 36″ O) | Wohnhaus                                     | Wohnhaus; 1832; Haupthaus des auf 1448 zurückgehenden Fruerlundhofes, breitgelagerter eingeschossiger Gelbsteinbau mit Halbwalmdach, Hofpflasterung und Teich - Begründung: geschichtlich, wissenschaftlich, städtebaulich, Kulturlandschaft prägend - Schutzumfang: Wohnhaus, Kopfsteinpflaster, Teich - Denkmaltyp: Bauliche Anlage, Sachgesamtheit: Fruerlundhof | Fotos hochladen                  |
| 9353           | Alt-Fruerlundhof 1 (54° 47′ 40″ N, 9° 27′ 37″ O) | Wirtschaftsgebäude                           | Wirtschaftsgebäude; 1901; Nebengebäude des auf 1448 zurückgehenden Fruerlundhofes, zweigeschossiger Gelbsteinbau mit teils verbrettertem Obergeschoss und flachem Satteldach, Holztore, Aufzugsluke und Winde - Begründung: geschichtlich, wissenschaftlich, städtebaulich, Kulturlandschaft prägend - Schutzumfang: Wirtschaftsgebäude, - Denkmaltyp: Bauliche Anlage, Sachgesamtheit: Fruerlundhof | Fotos hochladen                  |
| 19929 Wikidata | Am Volkspark 15 (54° 47′ 46″ N, 9° 26′ 47″ O)    | Wasserturm                                   | Alteintragung (Aktualisierung vorgesehen); Der Wasserturm in Mürwik aus dem Jahr 1961 wurde inmitten des Volksparks errichtet. - Begründung: geschichtlich, künstlerisch, technisch, Kulturlandschaft prägend - Schutzumfang: Alteintragung (Aktualisierung vorgesehen) - Denkmaltyp: Bauliche Anlage | weitere Fotos \| Fotos hochladen |
| 19872 Wikidata | Arndtstraße 5 (54° 48′ 8″ N, 9° 27′ 3″ O)        | Kampfbahn mit Tribünengebäude und Sitzstufen | Alteintragung (Aktualisierung vorgesehen) - Begründung: geschichtlich, städtebaulich - Schutzumfang: Alteintragung (Aktualisierung vorgesehen) - Denkmaltyp: Bauliche Anlage | weitere Fotos \| Fotos hochladen |
| 21237          | Arndtstraße 5 (54° 48′ 0″ N, 9° 26′ 52″ O)       | Ehrenhain                                    | Alteintragung (Aktualisierung vorgesehen) - Begründung: geschichtlich, Kulturlandschaft prägend - Schutzumfang: gesamtes Objekt - Denkmaltyp: Gründenkmal | BW                               |
| 19873          | Arndtstraße 5 (54° 48′ 11″ N, 9° 27′ 2″ O)       | Versorgungsgebäude                           | Alteintragung (Aktualisierung vorgesehen) - Begründung: geschichtlich, städtebaulich - Schutzumfang: Alteintragung (Aktualisierung vorgesehen) - Denkmaltyp: Bauliche Anlage | Fotos hochladen                  |
| 21234          | Arndtstraße 5 (54° 48′ 11″ N, 9° 27′ 4″ O)       | Sanitärgebäude Nord                          | Alteintragung (Aktualisierung vorgesehen) - Begründung: geschichtlich, städtebaulich - Schutzumfang: Alteintragung (Aktualisierung vorgesehen) - Denkmaltyp: Bauliche Anlage | Fotos hochladen                  |
| 21235          | Arndtstraße 5 (54° 48′ 5″ N, 9° 27′ 3″ O)        | Kassenhäuschen Ost                           | Alteintragung (Aktualisierung vorgesehen) - Begründung: geschichtlich, städtebaulich - Schutzumfang: Alteintragung (Aktualisierung vorgesehen) - Denkmaltyp: Bauliche Anlage | BW                               |
| 21236          | Arndtstraße 5 (54° 48′ 7″ N, 9° 27′ 5″ O)        | Sportplätze                                  | Alteintragung (Aktualisierung vorgesehen) - Begründung: geschichtlich, städtebaulich - Schutzumfang: gesamtes Objekt - Denkmaltyp: Gründenkmal | BW                               |
| 21241          | Arndtstraße 5 (54° 48′ 7″ N, 9° 26′ 57″ O)       | Sanitärgebäude Süd                           | Alteintragung (Aktualisierung vorgesehen) - Begründung: geschichtlich, städtebaulich - Schutzumfang: Alteintragung (Aktualisierung vorgesehen) - Denkmaltyp: Bauliche Anlage | Fotos hochladen                  |
| 21242          | Arndtstraße 5 (54° 48′ 7″ N, 9° 26′ 57″ O)       | Kassenhäuschen West                          | Alteintragung (Aktualisierung vorgesehen) - Begründung: geschichtlich, städtebaulich - Schutzumfang: Alteintragung (Aktualisierung vorgesehen) - Denkmaltyp: Bauliche Anlage | Fotos hochladen                  |
| 14149          | Ballastbrücke 8 (54° 47′ 37″ N, 9° 26′ 24″ O)    | Wohnhaus                                     | Wohnhaus; um 1880, im Kern älter; zweigeschossiger Putzbau mit Walmdach, übergiebelter Mittelrisalit mit offener Veranda und Altan, reduzierte spätklassizistische Gliederung - Begründung: geschichtlich, städtebaulich - Schutzumfang: gesamtes Objekt - Denkmaltyp: Bauliche Anlage, Mehrheit von baulichen Anlagen: Wohnhäuser Ballastbrücke 5-24 | BW                               |
| 14055          | Ballastbrücke 11 (54° 47′ 38″ N, 9° 26′ 24″ O)   | ehem. Fischerhaus                            | ehem. Fischerhaus; 1. Hälfte 19. Jh.; schlichter eingeschossiger Putzbau mit hohem Satteldach in Traufstellung, Zwerchhaus mit Dreieckgiebel in Eingangsachse 1932 - Begründung: geschichtlich, städtebaulich - Schutzumfang: gesamtes Objekt - Denkmaltyp: Bauliche Anlage, Mehrheit von baulichen Anlagen: Wohnhäuser Ballastbrücke 5-24 | BW                               |
| 14358          | Ballastbrücke 12 (54° 47′ 38″ N, 9° 26′ 23″ O)   | Wohnhaus                                     | Wohnhaus; 1903–04, G. Willrath; viergeschossiger Putzbau mit Backsteinziergliederungen Halbwalmgiebel, Kastenerker, Loggienreihen mit Säulengliederung - Begründung: geschichtlich, städtebaulich - Schutzumfang: gesamtes Objekt - Denkmaltyp: Bauliche Anlage, Mehrheit von baulichen Anlagen: Wohnhäuser Ballastbrücke 5-24 | BW                               |
| 14361          | Ballastbrücke 13 (54° 47′ 39″ N, 9° 26′ 23″ O)   | Mietwohnungshaus                             | Mietwohnungshaus; 1901, Zimmermeister Boy Willandsen; viergeschossiger Backsteinbau mit schiefergedecktem Dach, aufwändige und reich ornamentierte Gliederung mit Freitreppe, Loggien, Seitenrisaliten mit Turmhelmen - Begründung: geschichtlich, künstlerisch, städtebaulich - Schutzumfang: gesamtes Objekt - Denkmaltyp: Bauliche Anlage, Mehrheit von baulichen Anlagen: Wohnhäuser Ballastbrücke 5-24                                                                                             | BW                               |
| 14360          | Ballastbrücke 14 (54° 47′ 39″ N, 9° 26′ 23″ O)   | Mietwohnungshaus                             | Mietwohnungshaus; 1898–99, Maurermeister Behrendsen; dreigeschossiger Putzbau mit aufwändiger neuklassizistischer Gliederung durch Rustizierung, Gesimse und Balkonachsen - Begründung: geschichtlich, städtebaulich - Schutzumfang: gesamtes Objekt - Denkmaltyp: Bauliche Anlage, Mehrheit von baulichen Anlagen: Wohnhäuser Ballastbrücke 5-24 | BW                               |
| 45167          | Ballastbrücke 15 (54° 47′ 40″ N, 9° 26′ 23″ O)   | Mietwohnungshaus                             | Mietwohnungshaus; um 1900; dreigeschossiger Putzbau mit Satteldach, zurückhaltende Gliederung durch übergiebelte Seitenrisalite, steinerne Balkone im Mittelteil und Konsol Traufgesims - Begründung: geschichtlich, städtebaulich - Schutzumfang: gesamtes Objekt - Denkmaltyp: Bauliche Anlage, Mehrheit von baulichen Anlagen: Wohnhäuser Ballastbrücke 5-24 | BW                               |
| 38071          | Ballastbrücke 16 (54° 47′ 41″ N, 9° 26′ 22″ O)   | ehem. Kapitänshaus                           | ehem. Kapitänshaus; 19. Jh.; zweigeschossiger vermutlich später aufgestockter Backsteinbau mit traufständigem Satteldach, kräftige Putzgliederung wohl um 1900, seitliche Durchfahrt verschlossen - Begründung: geschichtlich, städtebaulich - Schutzumfang: gesamtes Objekt - Denkmaltyp: Bauliche Anlage, Mehrheit von baulichen Anlagen: Wohnhäuser Ballastbrücke 5-24 | BW                               |
| 14359          | Ballastbrücke 19 (54° 47′ 42″ N, 9° 26′ 22″ O)   | Wohnhaus                                     | Wohnhaus; um 1880; zweigeschossiger Putzbau mit flachgeneigtem Satteldach, qualitätvolle spätklassizistische Formgebung, Vorgarteneinfriedung geschmiedeter Eisenzaun - Begründung: geschichtlich, künstlerisch, städtebaulich - Schutzumfang: gesamtes Äußeres und Treppenhaus, Einfriedung - Denkmaltyp: Bauliche Anlage, Mehrheit von baulichen Anlagen: Wohnhäuser Ballastbrücke 5-24 | BW                               |
| 14362          | Ballastbrücke 20 (54° 47′ 43″ N, 9° 26′ 22″ O)   | ehem. Rönnekamp-Stift                        | ehemaliges Rönnenkamp-Stift; 1856, Stiftung des dänischen Kaufmanns Rönnenkam; ursprüngl. Seemannsheim, zurückliegender eingeschossiger Backsteinbau mit Halbwalmdach, Fassade geschlämmt, Mittelrisalit - Begründung: geschichtlich, wissenschaftlich, städtebaulich - Schutzumfang: gesamtes Objekt - Denkmaltyp: Bauliche Anlage, Mehrheit von baulichen Anlagen: Wohnhäuser Ballastbrücke 5-24 | BW                               |
| 14363          | Ballastbrücke 22 (54° 47′ 45″ N, 9° 26′ 21″ O)   | Fabrikantenvilla                             | ehem. Fabrikantenvilla; 1901–02, C. Sander; zweigeschossiger aufgelockerter Putzbau mit abgewalmtem Satteldach, Kniestock mit aufgelegtem Zierfachwerk, im Innern reiche Ausstattung erhalten, ehemals hinter der Villa gelegenes Mörtelwerk - Begründung: geschichtlich, künstlerisch - Schutzumfang: gesamtes Objekt - Denkmaltyp: Bauliche Anlage, Mehrheit von baulichen Anlagen: Wohnhäuser Ballastbrücke 5-24                                                                                     | BW                               |
| 14364          | Ballastbrücke 23 (54° 47′ 45″ N, 9° 26′ 20″ O)   | Wohnhaus                                     | Wohnhaus; 1892, Maurermeister L. Lüttjohann; zweigeschossiger Putzbau mit Satteldach, reiche Gliederung durch Seitenrisalit, Altan, Rustika und kräftige Gesimsbänder - Begründung: geschichtlich, städtebaulich - Schutzumfang: gesamtes Äußeres - Denkmaltyp: Bauliche Anlage, Mehrheit von baulichen Anlagen: Wohnhäuser Ballastbrücke 5-24 | BW                               |
| 21             | Ballastbrücke 24 (54° 47′ 46″ N, 9° 26′ 19″ O)   | Wohnhaus                                     | Wohnhaus; 1744, 1892; zweigeschossiger geschlämmter Backsteinbau mit geschweiftem Satteldach, östlicher Flügelanbau 1892 - Begründung: geschichtlich, städtebaulich - Schutzumfang: gesamtes Objekt - Denkmaltyp: Bauliche Anlage, Mehrheit von baulichen Anlagen: Wohnhäuser Ballastbrücke 5-24 | Fotos hochladen                  |
| 14341          | Hafendamm 53 - 54 (54° 47′ 33″ N, 9° 26′ 20″ O)  | Mietwohnungshaus                             | Mietwohnungshaus; 1886–87, 1893, Alexander Wilhelm Prale; repräsentatives dreigeschossiges Doppelhaus, reich gegliederte Gelbsteinfassaden mit Werksteinelementen - Begründung: geschichtlich, künstlerisch, städtebaulich - Schutzumfang: gesamtes Objekt - Denkmaltyp: Bauliche Anlage, Mehrheit von baulichen Anlagen: Mietwohnungshäuser Unterer Lautrupweg 2-8/Hafendamm 52-55 | BW                               |
| 22677          | Harniskai (54° 48′ 9″ N, 9° 26′ 17″ O)           | Vollportalkran                               | Alteintragung (Aktualisierung vorgesehen) - Begründung: geschichtlich, wissenschaftlich, städtebaulich, technisch - Schutzumfang: gesamtes Objekt - Denkmaltyp: Bauliche Anlage | Fotos hochladen                  |
| 14380 Wikidata | Harniskai 4 (54° 48′ 10″ N, 9° 26′ 20″ O)        | ehem. Hübsch-Speicher                        | ehem. Hübsch-Speicher; 1939, Fr. Wucherpfennig; sechsgeschossiger Hochsilo mit Klinkerfassade und Walmdach, zweigeschossiges Lagerhaus nach Süden anschließend, an Nordseite Betonsilo von 1961–63; technische Ausstattung aus der Bauzeit - Begründung: geschichtlich, städtebaulich, technisch, Kulturlandschaft prägend - Schutzumfang: gesamtes Objekt - Denkmaltyp: Bauliche Anlage | weitere Fotos \| Fotos hochladen |
| 8153 Wikidata  | Harniskai 22 (54° 48′ 0″ N, 9° 26′ 13″ O)        | sog. Habro-Speicher                          | Alteintragung (Aktualisierung vorgesehen) - Begründung: geschichtlich, technisch, Kulturlandschaft prägend - Schutzumfang: gesamtes Objekt - Denkmaltyp: Bauliche Anlage - 1923 als städtischer Getreidespeicher (Stadtspeicher) nach Plänen Paul Zieglers errichtet. Des Weiteren auch Freihafen-Silo genannt. Später offenbar auch Habro-Speicher genannt, nach der Firma Habro Flensburg Silo GmbH & Co. KG; Im Juni 1945 wurde der Speicher stark beschädigt; siehe Explosionsunglück im Juni 1945. | weitere Fotos \| Fotos hochladen |
| 19930          | Mürwiker Straße 26 (54° 47′ 45″ N, 9° 27′ 2″ O)  | Wohn- und Bürohaus                           | Alteintragung (Aktualisierung vorgesehen) - Begründung: geschichtlich, künstlerisch, städtebaulich - Schutzumfang: gesamtes Objekt - Denkmaltyp: Bauliche Anlage - vergleiche Selbsthilfe-Bauverein | Fotos hochladen                  |

## Quelle
- Liste der Kulturdenkmale in Schleswig-Holstein – Stadt Flensburg (PDF)